# Vladimir Lučić (futbolista)
Vladimir Lučić (Belgrado, 28 de junio de 2002) es un futbolista serbio que juega en la demarcación de centrocampista para el FK IMT de la Superliga de Serbia.

## Selección nacional
Tras jugar con varias categorías inferiores de la selección, finalmente hizo su debut con la selección de fútbol de Serbia en un partido amistoso contra Estados Unidos que finalizó con un resultado de 1-2 a favor del combinado serbio tras los goles de Luka Ilić y Veljko Simić para Serbia, y de Brandon Vazquez para el conjunto estadounidense.

## Clubes
| Club                          | País   | Año       | Partidos | Goles |
| ----------------------------- | ------ | --------- | -------- | ----- |
| RFK Grafičar Beograd (cedido) | Serbia | 2019-2020 | 1        | 0     |
| FK IMT (cedido)               | Serbia | 2020-2022 | 72       | 16    |
| Estrella Roja de Belgrado     | Serbia | 2022      | 2        | 0     |
| FK Čukarički (cedido)         | Serbia | 2022-2023 | 12       | 1     |
| Estrella Roja de Belgrado     | Serbia | 2023-2024 | 30       | 2     |
| FK IMT (cedido)               | Serbia | 2024-     | 27       | 6     |

## Palmarés

### Títulos nacionales
| Título              | Club                      | País   | Año  |
| ------------------- | ------------------------- | ------ | ---- |
| Superliga de Serbia | Estrella Roja de Belgrado | Serbia | 2024 |
| Copa de Serbia      | Estrella Roja de Belgrado | Serbia | 2024 |